# وادي صقرير
وادي صقرير، أو وادي أبي سويرح، هو أحد الأودية الساحلية الفلسطينية الهامة بين يأفا وغزة ويصرف مياه السيول المنحدرة من سفوح جبال الخليل الغربية إلى البحر المتوسط عند تل النبي يونس. سماه الكنعانيون نهر شكرون، وأنشئوا بلدة شكرون بجواره، ويسمى بالعبرية بنهر لخيش نسبة إلى مدينة لخيش من الكتاب المقدس؛ وينسب الوادي إلى عرب صقرير الذين استوطنوا ضفافه.

## مسار الوادي
يبدأ من منطقة قرية إذنا على ارتفاع 500م على سفوح جبال الخليل الغربية ويستمر غرباً مسافة 10 كم وينحرف عند قرية الدوايمة نحو الشمال الغربي باتجاه قرية القبيبة وخرائبها، والودي ضيق وعميق في بداياته، ثم يتسع مجراه باتجاه الشمال الغربي حيث يدخل السهل الساحلي الفلسطيني. ويخترق الوادي كتلة من الصخور الكلسية – الحوارية عند قرية عراق المنشية بخانق واضح ثم يتابع سيره في أرض ضعيفة الانحدار، مارا بمنطقة قرى السوافير؛ فيصبح اتجاهه العام شمالياً تقريباً، مسايراً هوامش كثبان الساحل الرملية.وترفد صقرير أودية كثيرة، وأهمها وادي السنط ووادي الخليل. يبلغ طول وادي صقرير نحو 65 كم وينتهي شمال أسدود عند تل سيدنا يونس. 